# Stipa braun-blanquetii
Stipa braun-blanquetii là một loài thực vật có hoa trong họ Hòa thảo. Loài này được F.A.Roig miêu tả khoa học đầu tiên năm 1975.